# Susana Guerrero
Susana Guerrero Salazar (Málaga, 29 de noviembre de 1969) es catedrática de Lengua Española. Destaca por su investigación sobre el sexismo en el discurso de la prensa deportiva. Premio Extraordinario de Licenciatura y Premio Extraordinario de Doctorado. La Universidad de Córdoba ha reconocido su labor otorgándole el premio Nacional  de Ensayo.

## Trayectoria
Estudió en Málaga en el Colegio San Patricio, posteriormente en el Instituto Santa Rosa de Lima y, por último, se doctoró en filología hispánica en la Universidad de Málaga, donde consiguió una beca de investigación para realizar su tesis doctoral, titulada Las fábulas mitológicas en Francisco de Quevedo. Es profesora de Lengua Española en la Facultad de Filosofía y Letras y en Ciencias de la Comunicación de la Universidad de Málaga (UMA). Además, ha dirigido el Máster de Igualdad y Género, y es miembro de la Comisión Permanente de Igualdad.
Es vicepresidenta y secretaria del patronato ejecutivo de la Fundación Alonso Quijano para el fomento de la lectura. Ha sido presidenta, vicepresidenta y actualmente es vocal de la Asociación de Estudios Históricos de la Mujer. Además, posee una amplia trayectoria en investigación del análisis del discurso, principalmente del lenguaje periodístico, político y publicitario, planteando la importancia del lenguaje inclusivo. Coincidiendo con el 8 de marzo de 2019, participó en el encuentro ‘Nuevos hábitos lingüísticos en el español de los medios de comunicación: el lenguaje inclusivo’ en el Auditorio de Prado del Rey, organizado por el Área de Bienestar Laboral, Igualdad y Diversidad. Fue la encargada de elaborar la guía de uso no sexista del lenguaje de la imagen de la UMA y de la Universidad de Jaén (UJA). Además, es coautora del manual de lenguaje administrativo del Ayuntamiento de Málaga y de la guía dirigida a Educación Secundaria, Ciclos Formativos y Bachillerato ¿PIENSAS COMO HABLAS?
Entre sus líneas de investigación, destacan el sexismo en el lenguaje periodístico, publicitario, político, administrativo y coloquial. Ha participado en varios proyectos de investigación relacionados con los estudios de género. Actualmente dirige el proyecto DISMUPREN I+D+i:  El discurso metalingüístico sobre “mujer y lenguaje” en la prensa española: Análisis del debate lingüístico y su repercusión social. Lleva treinta años publicando, dando conferencias e impartiendo cursos sobre el sexismo en el lenguaje y en las imágenes. Imparte talleres y cursos de formación para múltiples instituciones.

## Reconocimientos
Su libro La prensa deportiva española: sexismo lingüístico y discursivo ha recibido el XX Premio Nacional de Ensayo de la Cátedra Leonor de Guzmán de la Universidad de Córdoba. Este trabajo realiza un análisis lingüístico de la información deportiva de la prensa para poner de manifiesto los sesgos sexistas que caracterizan su discurso.